# ヤーコフ・ゼルドビッチ

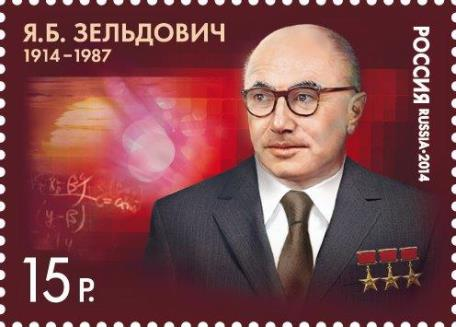
ヤーコフ・ゼルドビッチの記念切手(2014年発行)

ヤーコフ・ボリソヴィチ・ゼルドヴィチ（ロシア語: Я́ков Бори́сович Зельдо́вич、英語: Yakov Borisovich Zel'dovich、1914年3月8日 - 1987年12月2日）は、ソビエト連邦の物理学者である。ソビエトの核兵器の開発に重要な役割をはたし、核物理学、素粒子物理学、天体物理学、現代宇宙論、相対性理論の分野で重要な業績をあげた。

## 生涯
ミンスクで生まれた。家族とともに、サンクトペテルブルクに移り、1931年からサンクトペテルブルクのソビエト科学アカデミーの化学物理研究所で働き、1941年ドイツ軍の侵攻により、研究所の移転に伴いカザンに移り1943年までカザンにとどまり、その後モスクワに戻った。
はじめ物理化学の分野で研究し、窒素の熱酸化の分野を研究した。1930年代後半から燃焼の分野を研究し、ユーリ・ハリトンと共に、核連鎖反応の理論の分野で重要な結果を得た。1960年代までイーゴリ・クルチャトフらとソビエトの核兵器開発のために働いた。この時考案したのが、爆縮レンズの設計に不可欠である「ゼルドヴィッチ・フォン・ノイマン・デーリング理論（ZND理論）」である。
1950年代から素粒子物理学の分野の研究も始め、パイ中間子のベータ崩壊を予測し、S・S・ゲルトシュタイン（S. S. Gershtein）と弱い力と電磁力の類似に注目した。1960年には中間子触媒反応を予測。1977年には、F・シャピロ（F. Shapiro）とともに冷中性子の性質の予測・検出に関する研究でソビエトの核物理学の最高の賞、クルチャートフ賞を受賞した。1958年にソビエト科学アカデミーの会員に選ばれ、1965年から1983年まで、科学アカデミーの応用数学研究所の部長を務めた。
1965年から天体物理学分野の研究も始め、モスクワ大学で物理学の教授、シュテルンベルク天文研究所の相対性天文物理学の部長を務めた。50歳での研究開始にもかかわらず天体物理学分野で数々の業績をおさめており、特にラシード・スニャーエフと、銀河団内のガスによって宇宙背景放射の見かけの平均エネルギーが高くなるというスニヤエフ・ゼルドビッチ効果を予測した。

## 天体物理学の主な業績
- 1967年：宇宙論において真空エネルギーが宇宙項と同等に振る舞う事を示した。
- 1969年：中性子星への降着円盤によるX線放出を予言。
- 1970年：宇宙の大規模構造形成におけるラグランジュ的摂動論
- 1971年：ブラックホール周辺での粒子生成（ホーキング放射）
- 1972年：ハリソン・ゼルドビッチスペクトル（スケール不変なスペクトル）
- 1972年：スニヤエフ・ゼルドビッチ効果
- 1974年：宇宙における位相欠陥

## 賞
- レーニン賞（1957年）
- クルチャートフ賞（1977年）
- ブルース・メダル（1983年）
- 王立天文学会ゴールドメダル（1984年）
- ICTPのディラック・メダル（1985年）

## 命名
- 小惑星：(11438) Zel'dovich[1]
- ゼルドビッチ賞：COSPARが若手研究者に贈る賞